# Бакланов Олександр Васильович

Бакланов Олександр Васильович (рос. Бакланов Александр Васильевич 1954 г.р.) — російський художник, викладач, більш відомий як медальєр зі світовим визнанням. Член Союзу художників Росії та Союзу дизайнерів Росії. Заслужений художник РФ.

## Життєпис
З фахом — художник. Однак перейшов на працю в монетний двір.
З 1979 року працює на Ленінградському монетному дворі, котрому повернули історичну назву. З 1987 року – головний художник Санкт-Петербурзького монетного двору. В творчому доробку Бакланова-медальєра більш ніж шістсот (600) медалей.  Серед них – дизайнерські проекти пам'ятних монет Банка Росії, присвячених XXII Олімпійським зимовим іграм 2014 року в місті  Сочі.
Значними були також авторські проекти Олександра Бакланова, бо за ними виготовляли медалі в Італії, Німеччині, Норвегії, Фінляндії. Він підготував наукові статті про якості сировини і матеріалів, котрі використовують в монетно-орденському виробництві. 
Бакланов-викладач розробив навчальні програми для студентів факультету скульптури Інституту живопису, скульптури та архітектури імені  І.Ю. Рєпіна, де керує курсом медальєрного мистецтва. Завдяки зусиллям Бакланова-викладач в Санкт-Петербурзі відродили фахову підготовку художників - медальєрів, традиції якої існували ще в Імператорській Академії мистецтв, але потім були втрачені.